# 小雪
- 立春
- 雨水
- 惊蛰
- 春分
- 清明
- 谷雨
- 立夏
- 小满
- 芒种
- 夏至
- 小暑
- 大暑
- 立秋
- 处暑
- 白露
- 秋分
- 寒露
- 霜降
- 立冬
- 小雪
- 大雪
- 冬至
- 小寒
- 大寒

| 歲   | 開始             | 結束             |
| ---- | ---------------- | ---------------- |
| 辛巳 | 2001-11-22 06:00 | 2001-12-07 01:28 |
| 壬午 | 2002-11-22 11:53 | 2002-12-07 07:14 |
| 癸未 | 2003-11-22 17:43 | 2003-12-07 13:05 |
| 甲申 | 2004-11-21 23:21 | 2004-12-06 18:48 |
| 乙酉 | 2005-11-22 05:14 | 2005-12-07 00:32 |
| 丙戌 | 2006-11-22 11:01 | 2006-12-07 06:26 |
| 丁亥 | 2007-11-22 16:49 | 2007-12-07 12:14 |
| 戊子 | 2008-11-21 22:44 | 2008-12-06 18:02 |
| 己丑 | 2009-11-22 04:22 | 2009-12-06 23:52 |
| 庚寅 | 2010-11-22 10:14 | 2010-12-07 05:38 |
| 辛卯 | 2011-11-22 16:07 | 2011-12-07 11:29 |
| 壬辰 | 2012-11-21 21:50 | 2012-12-06 17:18 |
| 癸巳 | 2013-11-22 03:48 | 2013-12-06 23:08 |
| 甲午 | 2014-11-22 09:38 | 2014-12-07 05:04 |
| 乙未 | 2015-11-22 15:25 | 2015-12-07 10:53 |
| 丙申 | 2016-11-21 21:22 | 2016-12-06 16:41 |
| 丁酉 | 2017-11-22 03:04 | 2017-12-06 22:32 |
| 戊戌 | 2018-11-22 09:01 | 2018-12-07 04:25 |
| 己亥 | 2019-11-22 14:58 | 2019-12-07 10:18 |
| 庚子 | 2020-11-21 20:39 | 2020-12-06 16:09 |
| 辛丑 | 2021-11-22 02:33 | 2021-12-06 21:57 |
| 壬寅 | 2022-11-22 08:20 | 2022-12-07 03:46 |
| 癸卯 | 2023-11-22 14:02 | 2023-12-07 09:33 |
| 甲辰 | 2024-11-21 19:57 | 2024-12-06 15:17 |

數據來源：噴氣推進實驗室線上曆書系統
小雪，是二十四节气之一，太陽位於黃經240°，斗指亥，每年約從11月21日至11月23日起開始，氣溫較之前下降，北方氣層（目前的中國版圖中則是指黃河區域）溫度逐漸降到0℃以下，開始降雪，夜凍晝化，雪量則由小而大。

## 天文
「小雪」節氣間，夜晚北斗七星的斗柄指向北偏西（相當鐘面上的十點鐘）。《月令七十二候集解》：「十月中，雨下而為寒氣所薄，故凝而為雪；小者未盛之辭。」《禮記》注曰：「陰陽氣交而為虹。」此時陰陽極乎辨，故虹伏；虹非有質而曰藏，亦言其氣之下伏耳。漢董仲舒《春秋繁露•陰陽出入上下》：「小雪而物咸成，大寒而物畢藏。」《明郎瑛《七修類稿•天地三•氣候集解》：「小雪，十月（夏曆）中，雨下而為寒氣所薄，故凝而為雪。小者，未盛之辭。」《群芳譜》：「小雪氣寒而將雪矣，地寒未甚而雪未大也。」《清王士禛《題徐騎省集後》：「寂寥小雪閒中過，斑駁新霜鬢上加。」
東亞地區已建立起比較穩定的經向環流。西伯利亞地區常有低壓區或低壓槽，當它們東移時會有大規模的冷空氣南下。大陸東部會出現大範圍大風降溫天氣。小雪節氣是寒潮和強冷空氣活動頻數較高的節氣，於強冷空氣影響時，常有入冬第一次降雪。

## 氣候
依照氣象學降水量分類．雪的大小也可分為小雪、中雪和大雪三類：
- 二十四小時降水量：小雪2.5mm以下，中雪2.6～5.0mm，大雪5.0mm以上。
- 幾小時降水量：小雪1.0mm以下，中雪1.1～3.0mm，大雪大於3.0mm。

小雪節氣，意味著中國華北地區將有降雪。冷空氣使北方大部地區氣溫逐步達到0℃以下。黃河中下游平均初雪期基本與小雪節令一致。雖然開始下雪，一般雪量較小，並且夜凍晝化。如果冷空氣勢力較強，暖濕氣流又比較活躍的話，也有可能下大雪；南方地區北部開始進入冬季。「荷盡已無擎雨蓋，菊殘猶有傲霜枝」
，已是初冬景象。

## 物候
- 虹藏不見：《禮記》注曰：「陰陽氣交而為虹。」此時陰陽極乎辨，故虹伏；虹非有質而曰藏，亦言其氣之下伏耳。
- 天氣上騰地氣下降。
- 閉塞而成冬：天地變而各正其位，不交則不通，不通則閉塞，而時之所以為冬也。

小雪節氣初，中國東北土壤凍結深度已達10釐米，往後差不多一晝夜平均多凍結1釐米，到節氣末便凍結了一米多。俗話言「小雪地封嚴」，此後大小江河陸續封凍。 農諺道：「小雪雪滿天，來年必豐年。」這裏有三層意思，一是小雪落雪，來年雨水均勻，無大旱澇；二是下雪可凍死一些病菌和害蟲，來年減輕病蟲害的發生；三是積雪有保暖作用，利於土壤的有機物分解，增強土壤肥力。

## 节气养生
天氣逐漸變冷，人留在室內時間變長，戶外活動變少，身體血液循環減慢，人體抗病免疫力降低，容易患疾病，要積極運動，加強鍛練身體，強健體質，預防疾病。
節氣進入抑鬱多發的季節，多食用富含5-羥色氨酸的食物，有牛奶、起司、優酪乳等乳製品；以及堅果類、腰果、花生、大豆(豆漿)等製品，還有魚類、肉類、蛋類等。

## 文學
小雪十月中(唐•元稹)

莫怪虹無影，如今小雪時。

陰陽依上下，寒暑喜分離。

滿月光天漢，長風響樹枝。

橫琴對淥醑，猶自斂愁眉。

小雪（唐•李咸用）

散漫陰風裏，天涯不可收。

壓松猶未得，撲石暫能留。

閣靜縈吟思，途長拂旅愁。

崆峒山北面，早想玉成丘。

冬景(宋．蘇軾)

荷盡已無擎雨蓋，菊殘猶有傲霜枝。

一年好景君須記，最是橙黃橘綠時。 

沁園春.小雪 (宋．陳睦)

小雪初晴，畫舫明月，強飲未眠。

念翠鬟雙聳，舞衣半卷，琵琶催拍，促管危弦。

密意雖具，歡期難偶，遣我離情愁緒牽。

追思處，奈溪橋道窄，無計留連。

天天。莫是前緣。

自別後、深誠誰為傳。

想玉篦偷付，珠囊暗解，兩心長在，須合金鈿。

淺淡精神，溫柔情性，記我疏狂應痛憐。

空腸斷，奈衾寒漏永，終夜如年。

## 俗諺
- 小雪節到下大雪，大雪節到沒了雪。
- 小雪不把棉柴拔，地凍鐮砍就剩茬。
- 小雪不起菜（白菜），就要受凍害。
- 小雪封地地不封，老漢繼續把地耕。
- 小雪雖冷窩能開，家有樹苗儘管栽。
- 小雪大雪不見雪，小麥大麥粒要癟。
- 小雪雪滿天，來年必豐年(河北)。
- 立冬小雪，抓緊冬耕。結合復播，增加收成(河南)。
- 立冬下麥遲，小雪搞積肥(江蘇)。
- 小雪點青稻(福建)。
- 小雪滿田紅，大雪滿田空(廣東)。
- 十月豆，肥到不見頭(臺灣)。
- 月內若打雷，豬牛飼不肥。

## 註解
1. ↑  計算公式：「小雪」節氣一般在每年的11月22日或23日，有公式（限東八時區）（Y×D+C）-L  公式解讀：Y=年數後2位，D=0.2422，L=閏年數，21世紀C=22.36，20世紀=23.08。舉例：2088年小雪日期=（88×0.2422+22.36）-（88÷4）=43-22=21，11月21日小雪。
2. ↑  月令七十二候集解
3. ↑  董仲舒《春秋繁露》。
4. ↑  明郎瑛《七修類稿》
5. ↑  中國氣象報社  小雪[永久]
6. ↑  蘇軾《冬景》
7. ↑  蘇軾《贈劉景文》一題《冬景》